# Le Sumo qui ne pouvait pas grossir
Le Sumo qui ne pouvait pas grossir est un récit d'Éric-Emmanuel Schmitt, la cinquième partie du Cycle de l'invisible, paru en 2009 chez Albin Michel.

## Synopsis
La rencontre entre Jun, un vendeur à la sauvette, adolescent japonais de 15 ans et un vieux maître d'école de sumo dans les rues de Tokyo va changer la vie du jeune homme,.

## Les Personnages
- Jun- Adolescent de 15 ans commence le livre tres maigre et essaie d'etre un Sumo.
- Shomintsu- 93 ans d'age. Enseignant de Sumo qui recrute Jun pour être un Sumo même si Jun a un mince physique.
- Ashoryu- Maitre de Sumo qui entrain à l'ecole de Shomintsu.
- Reko-Petit soeur de Ashoryu, amoureuse de Jun.

## Éditions
Édition imprimée originale
- Le Sumo qui ne pouvait pas grossir, Paris, Albin Michel, avril 2009, 101 p., 20 cm (ISBN 978-2-226-19090-1, BNF 41457176).

Édition imprimée au format de poche
- Le Sumo qui ne pouvait pas grossir, Paris, Librairie générale française, coll. « Le Livre de poche », janvier 2014, 96 p., 18 cm (ISBN 978-2-253-19418-7, BNF 43725601).

Livre audio
- Le Sumo qui ne pouvait pas grossir : texte intégral, Paris, Audiolib, juillet 2009 (ISBN 978-2-35641-089-4, BNF 42004421, présentation en ligne).Narrateur : Éric-Emmanuel Schmitt ; support : 2 disques compact audio ; durée : 1 h 33 min environ ; référence éditeur : Audiolib 25 0125 2.

## Traductions
Le récit a été traduit en allemand, bulgare, chinois, coréen, géorgien, italien, néerlandais, norvégien, polonais, portugais, russe, tchèque, turc, uzbek et vietnamien.